# Syskey
Syskey es un componente de Windows que cifra el hash de la contraseña de la información en una base de datos de SAM, utilizando un cifrado de 128 bits con clave de cifrado RC4 que, por defecto, se almacena en el registro de Windows. Opcionalmente, Syskey puede ser configurado para requerir que el usuario introduzca la clave en el momento de arranque como una contraseña de inicio o en medios de almacenamiento extraíbles (por ejemplo, en una unidad flash USB).
Syskey se introdujo con el Service Pack 3 de Windows NT 4.0. Estaba destinado a proteger contra ataques de crackeos de contraseña al impedir que el poseedor de una copia no autorizada del SAM para la extracción de información útil de ella. Sin embargo, es común que se haga un mal uso por los estafadores para bloquear víctimas ingenuas de sus propios equipos con el fin de presionarlos para realizar el pago de un rescate.
En la build 1709 de Windows 10, esta característica fue eliminada, dado que se considera insegura en la actualidad. En su lugar, Microsoft recomienda utilizar BitLocker.

## Principios de vulnerabilidad
En diciembre de 1999, un equipo de seguridad de BindView había encontrado un agujero de seguridad en Syskey que indica que en una cierta forma de un ataque de criptoanálisis y un ataque de fuerza bruta parecen ser posibles. Más tarde, Microsoft lanzó una solución para el problema (apodado como "Syskey Bug"). El error afectó tanto a Windows NT y versiones pre-RC3 de Windows 2000.

## Uso malintencionado
En lo que se ha llamado el falso soporte técnico, los estafadores que dicen representar a Microsoft, a Windows, a Google, al FBI o a otro grupo de intento de extorsionar a la falta de sofisticación de los usuarios de computadoras, generalmente a través del teléfono. Utilizando varias técnicas y pretextos de la ingeniería social (por ejemplo, alegando que las víctimas de los ordenadores están infectados con un virus, contienen un contenido ilícito, o están a punto de fallar debido a "graves" errores que son, de hecho, algo normal), los estafadores a menudo tratan de engañar a las víctimas haciéndoles creer que sus ordenadores están en necesidad de apoyo o mantenimiento que el estafador lo proporciona en el pago. Si el enfoque directo falla, la estafa parte se invoca el comando syskey y se configura una contraseña conocida sólo a ellos, con lo que se realiza un bloqueo del propio sistema de la víctima después de reiniciar el ordenador. La efectividad de estas técnicas por parte de estafadores ha incrementado con la reciente alza en popularidad de software que permite conectarse remotamente a otro equipo, como TeamViewer.